# فلوگهافن
فلوگهافن (به آلمانی: Frankfurt-Flughafen) یک منطقهٔ مسکونی در آلمان است که در فرانکفورت واقع شده‌است. فلوگهافن  ۲۱۸ نفر جمعیت دارد.